# Stanisław Manduk
Stanisław Manduk, Stanislaus Manduk (ur. 1877, zm. 1948 w Warszawie) – polski inżynier, redaktor, publicysta i urzędnik konsularny. 

## Życiorys
Urodził się w rodzinie Antoniego i Elżbiety z Heidenbruchów (1849–1939).  
Pełnił funkcję redaktora (naczelnego) Przeglądu Technicznego (1909–1917) - tygodnika poświęconego sprawom techniki i przemysłu. W 1913 był członkiem rzeczywistym Towarzystwa Biblioteki Publicznej w Warszawie.  
W okresie międzywojennym powierzono mu m.in. funkcję szefa sekcji szkolnictwa zawodowego w Ministerstwie Wyznań Religijnych i Oświecenia Publicznego (1918), i konsula w Buffalo (1920–1926). Był także dyrektorem działu technicznego Związku Polskich Fabryk Portland Cementu w Warszawie.  
Od 1921 był mężem Izabeli Ireny z Kaczkowskich I v. Stiller (1882–1976).  
Zmarł w Warszawie. Pochowany na cmentarzu Powązkowskim w Warszawie (kwatera 22-3-4,5).

## Ordery i odznaczenia
- Krzyż Oficerski Orderu Odrodzenia Polski (9 listopada 1926)[3]
- Złoty Krzyż Zasługi (9 listopada 1931)[4]

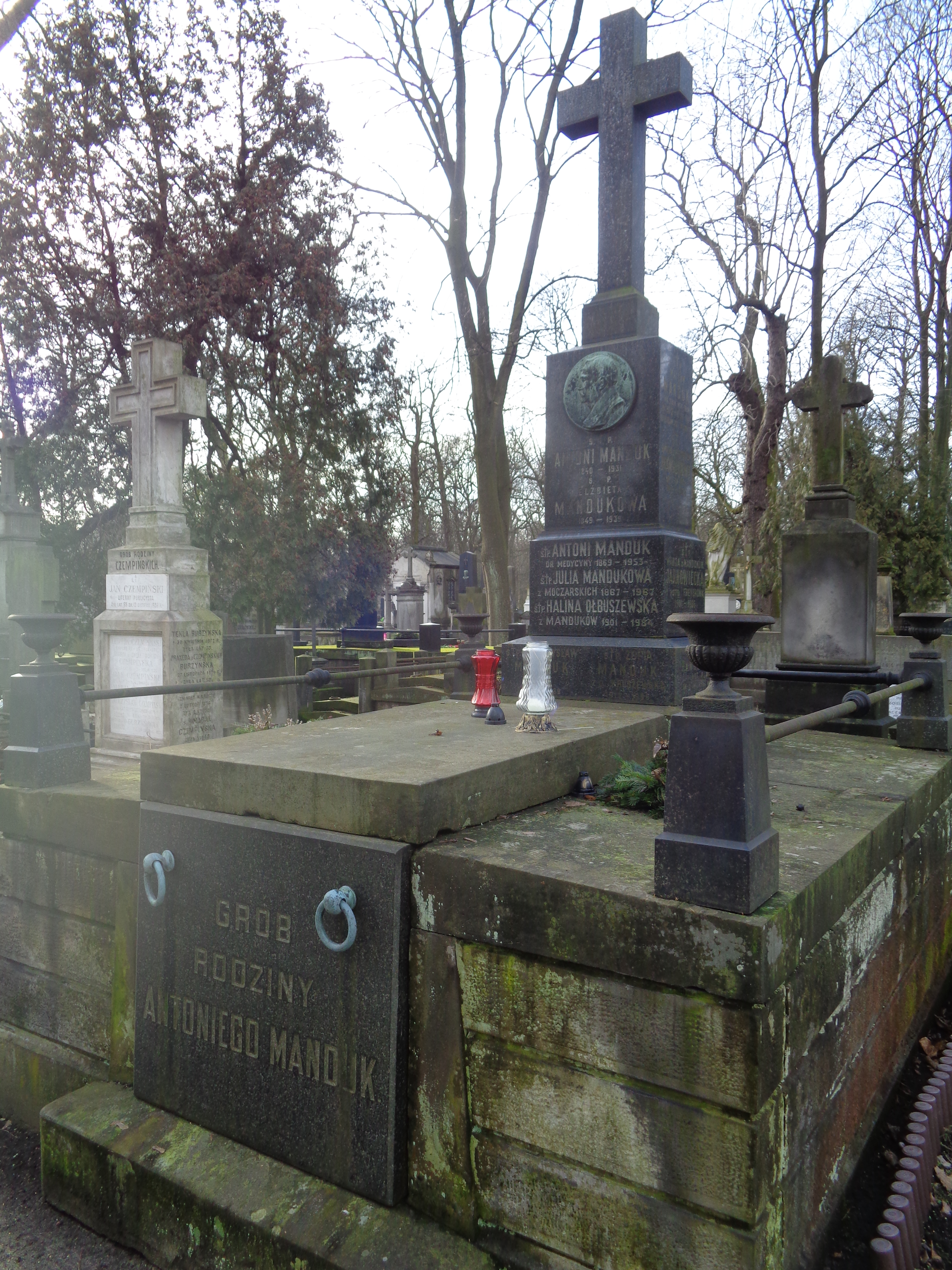
Grób Władysława i Stanisława Manduka na cmentarzu Powązkowskim